# Eptesicus furinalis
Eptesicus furinalis (d'Orbigny, 1847) è un pipistrello della famiglia dei Vespertilionidi diffuso in America centrale e meridionale.

## Descrizione

### Dimensioni
Pipistrello di piccole dimensioni, con la lunghezza della testa e del corpo tra 48 e 64 mm, la lunghezza dell'avambraccio tra 37 e 41 mm, la lunghezza della coda tra 29 e 43 mm, la lunghezza del piede tra 7 e 9 mm, la lunghezza delle orecchie tra 11 e 15 mm e un peso fino a 8 g.

### Aspetto
La pelliccia è corta. Le parti dorsali sono nerastre o marroni scure con le punte dei peli talvolta giallastre, mentre le parti ventrali sono grigio-giallastre. La base dei peli è ovunque nerastra. Il muso è largo, con due masse ghiandolari sui lati. Gli occhi sono piccoli. Le orecchie sono triangolari, ben separate e marroni scure. Il trago è lungo circa la metà del padiglione auricolare ed appuntito. Le membrane alari sono nere o marroni scure e attaccate posteriormente alla base delle dita dei piedi. La punta della lunga coda si estende leggermente oltre l'ampio uropatagio. Il calcar è carenato. Il cariotipo è 2n=50 FNa=48.

## Biologia

### Comportamento
Si rifugia in grotte, fabbricati e cavità degli alberi dove forma colonie numerose fino a 100.000 individui. Durante i periodi riproduttivi i maschi formano harem. L'attività predatoria inizia appena dopo il tramonto.

### Alimentazione
Si nutre di insetti.

### Riproduzione
Danno alla luce due piccoli alla volta alla fine di maggio e talvolta uno soltanto nuovamente tra luglio e agosto.

## Distribuzione e habitat
Questa specie è diffusa nel Continente americano, dagli stati messicani di San Luis Potosí e Chiapas fino all'Argentina settentrionale.
Vive nelle foreste decidue e sempreverdi fino a 1.800 metri di altitudine.

## Tassonomia
Sono state riconosciute 4 sottospecie:
- E.f.furinalis: Brasile, Colombia meridionale, Perù orientale, Bolivia, Paraguay, Argentina settentrionale;
- E.f.carteri (Davis, 1965): coste atlantiche del Nicaragua, Costa Rica e Panama;
- E.f.findleyi (Williams, 1978): Argentina nord-occidentale;
- E.f.gaumeri (J. A. Allen, 1897): Messico, Guatemala, Belize, Honduras, Nicaragua, El Salvador, Costa Rica, Panama, Colombia settentrionale, Venezuela, Guyana, Suriname, Guyana francese.

## Conservazione
La IUCN Red List, considerato il vasto areale, la popolazione presumibilmente numerosa, la presenza in diverse aree protette e la tolleranza alle modifiche ambientali, classifica E.furinalis come specie a rischio minimo (Least Concern)).